# 마다가스카르자유꼬리박쥐
마다가스카르자유꼬리박쥐(Chaerephon atsinanana)는 큰귀박쥐과에 속하는 박쥐의 일종이다. 마다가스카르섬의 토착종이다.

## 특징
작은 크기의 박쥐로 몸길이는 90~101mm, 전완장은 37~42mm이다. 꼬리 길이는 27~39mm, 발 길이는 5~7mm, 귀 길이는 15~18mm이다. 몸무게는 최대 16.5g이다.